# Toma de Talcahuano
La Toma de Talcahuano fue un enfrentamiento militar librado el 27 de marzo de 1813 durante la Guerra de Independencia de Chile, entre las fuerzas realistas y las patriotas, con victoria de las primeras.

## Antecedentes
El 12 de diciembre de 1812, en el puerto del Callao, el virrey del Perú José Fernando de Abascal le dio las últimas instrucciones al brigadier de la Real Armada Española, Antonio Pareja, quien zarpó con una flotilla compuesta de barcos mercantes, la fragata Trinidad, los bergantines Machete y Nieves y dos pequeñas goletas.
El 18 de enero de 1813, llegaban a San Carlos de Ancud y el brigadier mostraba a las autoridades locales sus amplios poderes otorgados por el virrey. Fue reconocido gobernador de la provincia y empezó a organizar un ejército con la eficiente colaboración del gobernador interno, el coronel cubano Ignacio María Justis y Urrutia. También con la ayuda del ministro de Real Hacienda, José Tomás de Vergara, quien puso a su disposición el tesoro de la provincia, unos 160.000 pesos. Por último, consiguieron un préstamo del párroco de Castro, Francisco Javier Venegas, por 5.400 pesos.
Los expedicionarios contaban con 50.000 pesos, vestuarios, armas, 18 hombres de la asamblea veterana de Lima y 4 oficiales (tenientes José Rodríguez Ballesteros, José Hurtado, Miguel Montreal y Manuel Matta, los dos primeros fueron nombrados sargento mayores de asamblea y los dos últimos eran ayudantes de Pareja). Sin embargo, otras fuentes señalan que Pareja había sido acompañado por 50 soldados y 40.000 pesos (algunos sostienen que 200.000, pero la cifra se considera exagerada).
A Rodríguez Ballesteros lo enviaron a Castro con la asamblea para formar el batallón Voluntarios de Castro, quien consiguió organizar y entrenar el cuerpo en veintiún días. El brigadier seleccionó y entrenó personalmente a estos milicianos, aunque agregó un núcleo de veteranos para darle mayor orden a la unidad. El teniente Hurtado, chilote de nacimiento, fue nombrado ayudante mayor del batallón Veterano de San Carlos (también llamado batallón de Chiloé) y quedó encargado de adiestrarlo. Se designó como comandante de campaña al capitán Carlos Oresqui y como capellán y vicario a Venegas. El coronel Montoya era el comandante del batallón, pero como fue nombrado gobernador interno, se quedó con instrucciones de organizar y alistar un tercer batallón.
Mientras organizaba a sus fuerzas, envió al intendente del ejército, José Tomás Vergara y a Justis a Valdivia para organizar a la guarnición y poder incorporar a su batallón veterano. El 13 o 17 de marzo, los barcos zarpaban reforzados por 5 dalcas (piraguas chilotas) con rumbo a dicha plaza, arribando el día 20. Allí encontraron al gobernador interino y comandante del batallón veterano, mayor Lucas Molina, quien se había organizado con los oficiales antes mencionados para unirse con la fragata Gaditana y una lancha cañonera más refuerzos terrestres.

## Fuerzas enfrentadas

### Realistas
El historiador chileno Diego Barros Arana, utilizando de base las Memorias de Rodríguez Ballesteros y comparándolo con otros autores, las tropas reclutadas en Chiloé se componían del batallón Veterano de San Carlos (450 plazas), el Voluntarios de Castro (800 plazas) y una brigada de artillería (120 plazas) con ocho piezas. En Valdivia, incorporaron al batallón Veterano de Valdivia (600 plazas) y otra compañía de artilleros (100 plazas) con 12 cañones. Se organizaron en tres divisiones formadas por un batallón de infantería y una batería de seis cañones. De estos, sólo una división formada por 1.200 hombres y 10 cañones desembarcaron y combatieron. Sin embargo, en una obra anterior sostiene que eran 1.500.
En cambio, su colega Marco Octavio Benavente Ormeño cree que estuvieron presentes en el combate 275 hombres del Veterano de San Carlos, 375 del Voluntarios de Castro, 350 del Veterano de Valdivia, 100 artilleros, seis cañones de a 4 libras y cuatro de a 6 libras. En total, 1.100 hombres. El propio Rodríguez Ballesteros dice que el batallón Voluntarios de Castro se formaba de 900 plazas y el Veterano de San Carlos de 450. También se sumaron 120 artilleros operando 8 piezas. En Valdivia se sumaron 600 infantes, 100 artilleros y 12 cañones, llevando al ejército a 2.070 plazas disponibles. Quintanilla, oficial realista, estimaba que la fuerza de ambos batallones organizados en Chiloé sería de unas 800 plazas, lo que aumentaba a 1.000 cuando se agregaban a oficiales y artillería. En Valdivia se le habrían sumado 350 infantes y 50 artilleros, alcanzando un total que podía llegar a 1.450 o 1.500 hombres.
El capellán castrense de los batallones Chiloé y Valdivia, sacerdote José María Berganza, sostiene que el batallón Veterano de San Carlos se componía de cinco plazas con 390 hombres, el Voluntarios de Castro de 500, el Veteranos de Valdivia de 506 y dos compañías de artillería, reclutada en Chiloé de 132 plazas y otra en Valdivia de 44. En total, 1.572 combatientes. El sacerdote realista Melchor Martínez dice que Pareja organizó dos batallones en Chiloé, cada uno de 816 plazas, y que eran 1.441 hombres los que desembarcaron.

### Patriotas
Benavente Ormeño estimaba la guarnición de Talcahuano en 150 soldados del Veterano de Concepción, 30 milicianos de esa ciudad, 25 dragones y 40 artilleros armados con cuatro cañones de a 4 libras. El contingente enviado desde Concepción se componía de 420 hombres del batallón Veterano, 150 milicianos, 200 dragones y 100 artilleros con ocho cañones de a 4 libras. Por último, la guarnición que quedó en Concepción fue de 485 milicianos y 50 artilleros con dos cañones de a 2 libras y otros dos de a 8 libras.
El historiador francés Claudio Gai sostuvo que varios jefes patriotas tenían fe de triunfar, disponían de 480 veteranos y 485 milicianos en Concepción a los que se sumaban los 180 defensores de Talcahuano. Esperaban poder resistir lo suficiente para que se reunieran las milicias de la provincia, cinco o seis mil efectivos, y llegaran los auxilios desde Santiago.

## Batalla

### Desembarco
El 22 o 23 de marzo, con vientos favorables provenientes del sur, zarparon a Concepción manteniendo en estricto secreto el objetivo, aunque dalca chilota llegó directo a Talcahuano, pero como su tripulación no sabía el punto de desembarco, el interrogatorio no les sirvió de nada a las autoridades patriotas. Los franciscanos de Chillán habían mantenido por meses contactos con los agentes de Pareja sin que ningún patriota lo supiera.
Poco después de las 12:00 horas del 26 de marzo, la escuadra llegó a la rada de la bahía de San Vicente y desde las 16:00 horas ó «a entradas de la noche» empezaron con el desembarco en la boca del río Lenga, a legua y media o 7 km de Talcahuano, usando doce lanchas, tres de las cuales tenían un cañón a proa. Desde las aguas se veían dos cañones en una explanada, pero supusieron acertadamente que estaban abandonados. El comandante de la vanguardia, sargento mayor Rodríguez Ballesteros, distribuyó a los soldados a medida que llegaban, posicionaba a los cañones y ordenó a guerrillas (infantería en orden abierto) a explorar, específicamente un destacamento de 50 soldados al mando del teniente Pablo Vargas. Las tropas desembarcadas provenían del batallón Voluntarios de Castro.

### Noche
La noticia del desembarco se llevó a Talcahuano y Concepción. El gobernador de la primera, teniente coronel Rafael de la Sotta, se enteró a las 20:00 horas y fue a inspeccionar personalmente con dos dragones. La oscuridad de la noche le impidió ver algo hasta que se encontró con las avanzadillas monárquicas y uno de sus escoltas fue capturado, cuando unas manos intentaron capturar la brida de su caballo, el animal se asustó y esto le permitió huir a una posición de dos cañones de a 24 libras servidos por treinta artilleros milicianos, emplazada en la explanada de San Vicente. Se puso en aviso a la guarnición de Talcahuano, compuesta por 150 patriotas, principalmente artilleros con algunos dragones veteranos.
A las 21:30 apareció Santiago Fernández, secretario del intendente-gobernador de Concepción, coronel Pedro José Benavente Roa. De la Sotta le ordenó volver a la ciudad a avisar al intendente y luego hizo disparar a su artillería, alertando a la guarnición de Talcahuano. Entendiendo que era inútil defender la posición, el coronel mandó desmontar y enterrar los cañones, pero una avanzada monárquica de 50 granaderos de Voluntarios de Castro al mando del teniente Vargas lo interrumpió y fue forzado a abandonar un cañón desmontado.
Sin embargo, en medio del caos el teniente Vargas desertó y dio información a las autoridades de Concepción. De la Sotta no sabía de ese hecho, sólo se encontró en Talcahuano con el intendente realista Vergara con tres o cuatro cartas para Benavente, el cabildo y la jerarquía eclesiástica exigiendo la rendición. La tranquilidad que hubo en la zona hasta entrada la noche, había hecho creer a Pareja que sus llamados a la capitulación serían aceptados.
El coronel envió al intendente Vergara con una escolta de dragones al mando del alférez Ramón Freire y un oficio solicitando instrucciones. A modo de respuesta, Freire volvió con cuatro cañones de a 4 libras, una compañía veterana de 80 hombres y la promesa de que en la mañana siguiente llegarían 700 a 800 refuerzos.

### Combate
Después de esto, De la Sotta hizo fortificar las alturas que separan Talcahuano de San Vicente con 180 fusileros y 4 a 6 cañones de a 4 libras, dejando a cargo al teniente coronel Manuel Serrano y su hijo Gregorio, dueños de los terrenos, y un piquete de 25 dragones a cargo de Freire. Entre tanto, las condiciones marítimas hicieron estrellarse con las rocas a cuatro lanchas realistas, lo que decidió al brigadier Pareja a ocupar el puerto de Talcahuano junto a la negativa respuesta a su llamado a la capitulación.
A las 14:00 horas del 27 de marzo, los 1.100 monárquicos y los 10 cañones que estaban en tierra se pusieron en marcha hacia Talcahuano. No encontraron resistencia en las zonas bajas pero una hora después hacían contacto con los dragones de Freire, forzándolos a retirarse con el fuego de sus seis piezas de a 4. Según Barros Arana, si todas las fuerzas patriotas se hubieran organizado para un contraataque en aquella jornada, la división realista habría sido vencida irremediablemente, o dejar a los monárquicos atacar las posiciones y luego atraparlos entre éstas y los refuerzos llegados de Concepción, pero nada se hizo.
Fue entonces que la columna realista sufrió el fuego de los cañones de Serrano, apostados en los cerros alrededor del puerto y cuyo fuego era nutrido pero poco desordenado y poco dañino, aunque tomó por sorpresa a los soldados, que cargaron tres veces en forma desordenada, pero fueron rechazados. Sus ataques fueron desordenados porque los oficiales les dijeron a las tropas que de esa manera sería más fácil esquivar el fuego de los cañones. Finalmente, después de dos horas de combate, en un cuarto asalto, con bayonetas en ristre y los tambores tocando a degüello, alcanzaron las posiciones de los patriotas, que se retiraron dejando los cañones clavados y 6 muertos. Las tropas defensoras estaban agotadas de resistir en inferioridad numérica los ataques lanzados desde diversos puntos, mientras veían a los refuerzos venidos de Concepción y dirigidos por el coronel Ramón Jiménez Navia, observar el combate a lo lejos sin intervenir.
De la Sotta consiguió atravesar un cerco de bayonetas a lomos de su caballo y huir por una playa en dirección a Penco, en las cercanías Concepción, donde las tropas del batallón Veterano observaban el combate. Ahí increpó al comandante Jiménez Navia, por hacer nada mientras sus hombres resistían. Esto ánimo a algunos soldados a querer ir a ayudar, pero Jiménez los contuvo y acusó a De la Sotta de intentar sublevar a su tropa, después de lo cual ordenó volver a su ciudad. En la noche, los oficiales y soldados patriotas que acompañaron a De la Sotta lograron llegar a Concepción.

## Consecuencias

### Bajas
A las 18:00 horas, los realistas entraron en Talcahuano y algunos soldados, excitados por la batalla, hicieron algunos saqueos y dispararon a quienes vieron en el puerto o alrededores. Al amanecer siguiente se contaron 31 patriotas y vecinos muertos y 2 monárquicos, además de 9 heridos. Casi todo el resto de la guarnición, unos 150 hombres antes del combate, fueron capturados junto a los cañones de la plaza.

### Asamblea en Concepción
En Concepción, durante la noche del día 27, el gobernador hizo reunir al pueblo y las corporaciones de la ciudad, salvo el cabildo eclesiástico, que, por ser sus integrantes realistas, se negaron a asistir. Aún contaban con 800 infantes veteranos, dragones y milicianos apoyados por 7 cañones de poco calibre, pero estaban solos para defender la ciudad. El gobernador había enviado numerosas cartas a los partidos de la provincia ordenando movilizar milicias pero eso tomaría demasiado tiempo. Antes de reunirse la asamblea, se presentó el intendente Vergara con otra carta de Pareja exigiendo la entrega inmediata de la villa. El gobernador solicitó diez días para considerar la propuesta, pero el intendente respondió que la respuesta debía ser al día siguiente. Vergara aceptó que se celebrase la asamblea de todas formas mientras él esperaba en el palacio de los gobernadores.
A las 21:00 horas, con todos los vecinos notables reunidos en la sala principal del palacio se leyó la carta de Pareja. Todos eran sabedores de lo acontecido en Talcahuano y hubo un silencio cuando se finalizó el documento, luego habló el deán de la catedral, Mariano Roa, quien llamó a entregar la ciudad, reconocer al brigadier como único representante del rey y predijo que el gobierno de Carrera en el norte lo aceptaría. Fue apoyado por el conde de la Marquina y comandante de las milicias urbanas de infantería, Pedro Andrés del Alcázar, y los otros canónigos. Además, señalaron que era imposible resistir por la fuerza de las armas. En cambio, se pronunciaron en contra el arcediano y patriota Salvador de Andrade, el adinerado vecino Juan de Dios Mendiburu y De la Sotta, quien decían que si no se podía defender la ciudad, lo correcto era retirarse al norte con soldados y dineros hasta recibir órdenes de Santiago.
Hubo una acalorada discusión, donde Mendiburo solicitó que al día siguiente se celebrara un cabildo abierto con el pueblo para resolver el asunto, algo apoyado por el asesor letrado de la intendencia, Manuel Vásquez de Novoa. Cuando se preguntó su opinión a Vergara, él aceptó que se celebrara un cabildo en respeto al «espíritu representativo de la nueva constitución de la monarquía». Lo cierto es que los patriotas sabían que era imposible defender Concepción, sólo querían tiempo para enviar al norte los dineros y soldados para impedir que pasaran a poder del enemigo. La verdad es que no creían en lo pactado en la capitulación y sabían que todo compromiso pronto sería olvidado. Por eso, durante esa noche fue enviado a Santiago el ministro tesorero interino, José Jiménez Tendillo, con un tesoro de 36.000 pesos. Se le unieron en la fuga algunos de los patriotas más acérrimos.

### Motín
En la mañana del 28 de marzo, en un cabildo abierto, el pueblo penquista se manifestó contrario a toda capitulación, lo que fue una sorpresa para todos los dirigentes. Algunos propusieron resistir hasta el final, pero la mayoría fue más sensata y se resolvió retirarse al interior de la provincia para luchar desde allí. Sin embargo, la medida jamás fue puesta en práctica, porque los 800 combatientes acampados en la Alameda al oeste de la ciudad, cerca de las colinas de Chepe, se amotinaron. Sucedió cuando el segundo al mando, De la Sotta, nombrado por el cabildo abierto, les comunicó la orden de retirarse a Puchucai. Jiménez Navia animó la desobediencia de sus soldados e hizo que un sargento de cada compañía de su batallón pisoteara la escarapela tricolor y dar vivas al rey. Sus soldados siguieron el ejemplo y redujeron a culatazos al capitán Juan José Benavente, único oficial que se opuso, y proclamando que sólo reconocían como jefe a Jiménez Navia. De la Sotta fue amenazado con fusiles y debió huir al norte sufriendo algunos tiros fallidos. Los dragones del capitán Pedro Lagos y una pequeña brigada de artillería formados detrás de la infantería, se sumaron de inmediato al movimiento y cambiaron sus escarapelas azul-blanco-amarillas por las rojas monárquicas.
El capellán de dragones y miembro de la junta valdiviana, Pedro José Eleícegui (Eleyzegui o Eleysegui), trató de calmar a los soldados pero sólo convenció a 8, que lo acompañaron a Santiago. Otras fuentes dicen que Eleícegui y sus 6 a 8 dragones aún fieles se volvieron la escolta de Jiménez Tendillo. El gobernador decidió enviar a la capital a su hijo, el cadete de dragones, Manuel José Benavente. Los hechos se supieron de inmediato en Concepción y todo vecino patriota que pudo, se preparó para irse a la capital. Todos sabían que la ocupación monárquica era inevitable y se temía una feroz represión y saqueos. En el palacio se celebró otra junto con los jefes militares restantes, algunos párrocos y vecinos notables, quienes elaboraron un documento de capitulación de cinco puntos: primero, se aseguraba que la ciudad jamás se apartó de la fidelidad al rey; segundo, que los funcionarios públicos debían conservar sus puestos para garantizar el buen gobierno del territorio; tercero, pedían el respeto de los bienes y propiedades de los privados; cuarto, perdón y olvido permanentes de todo lo sucedido durante las juntas; quinto, que oficiales y tropas de la provincia no podían marchar contra Santiago a menos que la provincia fuera atacada. El intendente Vergara aceptó el documento en nombre del brigadier, aunque expresó que el último punto probablemente sería discutido de nuevo entre las corporaciones y el general. Pareja aceptó sin discusiones, pues deseaba reconquistar el país con la menor violencia posible y creía que el documento suponía la entrega de toda la provincia. Algunos de sus subalternos se mostraron críticos, señalando que los patriotas sólo capitularon cuando era imposible toda resistencia y predijeron acertadamente que los artículos dos y cinco dificultaron el esfuerzo bélico del general.

«Un jefe que acababa de tomar a discreción a Talcahuano armado y fortificado, y que se hallaba con fuerzas muy superiores y victoriosas, debió dictar la ley que quisiera a Concepción, y no debió firmar una capitulación insultante y falsa, puesta por un enemigo débil y ya vencido». Melchor Martínez. Memoria Histórica... (según Barros Arana, este fragmento aparece en el manuscrito original pero después fue eliminado en las ediciones posteriores).

Entre tanto, el capitán de milicias a cargo de Concepción, Pedro Barrenechea, intentó fortificar la plaza con su batallón de milicianos y algunos cañones, pero fue convencido por algunos vecinos de que todo era inútil y se unió a los oficiales patriotas que huyeron a Santiago después de que el gobernador Benavente lo dejara en libertad de acción.

### Ocupación
El gobernador Benavente decidió quedarse en Concepción para evitar desmanes y entregar la urbe a los realistas, que entraron el 29 de marzo en número de 2.850 hombres, pues se les sumó la división de Jiménez Navia, que salió a recibirlos en las afueras de la villa; el brigadier iba a la cabeza de la formación. Benavente fue obligado a renunciar y reemplazado con el obispo Diego Antonio Martín de Navarro y Villodres, quien estaba por entonces en Los Ángeles y le entregó todo el partido de La Laja. El brigadier también envió bandos proclamando amnistías generales para todas las subdelegaciones que se sometieran sin luchar, pero al contrario del Laja, en la costa sureña sólo obtuvo indiferencia. Entre tanto, en Chillán consiguió el apoyo popular gracias a los franciscanos.
Como parte de los acuerdos de rendición, no se podía forzar a los soldados penquistas a unirse al ejército vencedor, así que la mayoría de los refuerzos fueron milicianos, destacando el teniente Ildefonso Elorreaga, quien es ascendido a capitán y comandante de vanguardia, el subteniente Antonio de Quintanilla que se vuelve ayudante del general Pareja y el fray José de Almirall, quien se volvió el nuevo vicario en reemplazo de Venegas, que volvió enfermo a Chiloé; este último también se hizo capellán general y consejero de Pareja. Para legitimar le nuevo gobierno, el 4 de abril, después de la llegada del obispo Villodres, se reunieron sobre un tablado en la plaza de Armas el obispo, el gobernador Benavente, el brigadier, miembros de los cabildos eclesiástico y secular empleados civiles y militares, todos guarnecidos por las tropas leales. En una ceremonia pública se leyó y juró lealtad a la Constitución española de 1812. Luego fueron en procesión a la catedral para celebrar un Te Deum, acabando con un sermón donde Villodres agradecía a la Divina Providencia por la llegada de los chilotes para restaurar el orden, siendo ahora misión de la provincia de Concepción el pacificar el país.
Para reforzar su expedición, el brigadier necesitaba el dinero que se llevó Jiménez Tendillo, enviando en cuanto entró a Concepción al teniente coronel Melchor Carabajal con 30 dragones y milicianos de Quirihue para atraparlo. Se requisaron numerosos fusiles, lanzas, sables y pistolas y se levantó un empréstito forzoso de 80.000 pesos. Estos se usaron para reorganizar al ejército vencedor, nombrar subdelegados para los partidos de la provincia y reunir e instruir milicias. Gracias a la incorporación voluntaria de los soldados y milicianos rendidos, ya que no pudo hacer una leva forzada por la capitulación pactada, el 1 de abril salieron con rumbo a Chillán en número de 3.570 infantes, 250 dragones y 300 artilleros con 36 cañones; en total 4.120 plazas según el militar chileno Indalicio Téllez Cárcamo. En cambio, Benavente Ormeño dice que empezaron a salir el 8 de abril organizados en seis formaciones de batalla, eran 180 dragones, 2.300 milicianos de caballería, 1.462 infantes y 320 artilleros con 30 cañones, sumando un total de 4.262 efectivos. Quintanilla sostiene que eran solo 2.000 hombres, pero sobre cargados con 30 piezas y 300 cargas de municiones, haciéndose un ejército muy lento. Por último, se dejaba como guarnición de 60 veteranos y 300 milicianos lanceros al mando del conde de Mariquina, quien debía reclutar más locales y encuadrarlos en un futuro batallón La Concordia.